# Jane Richardson

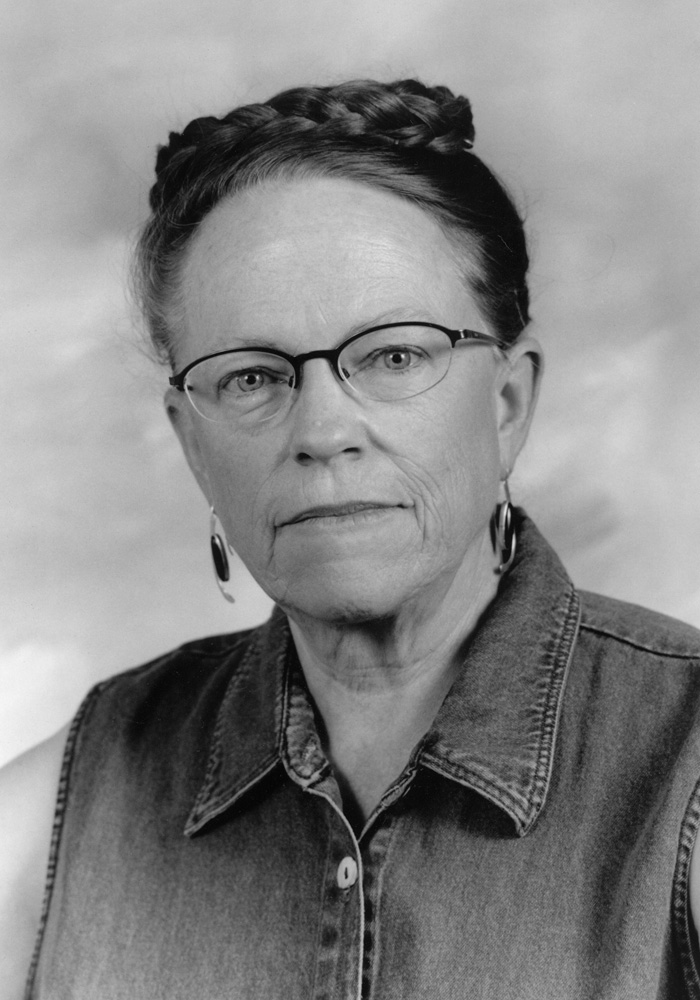
Jane S. Richardson

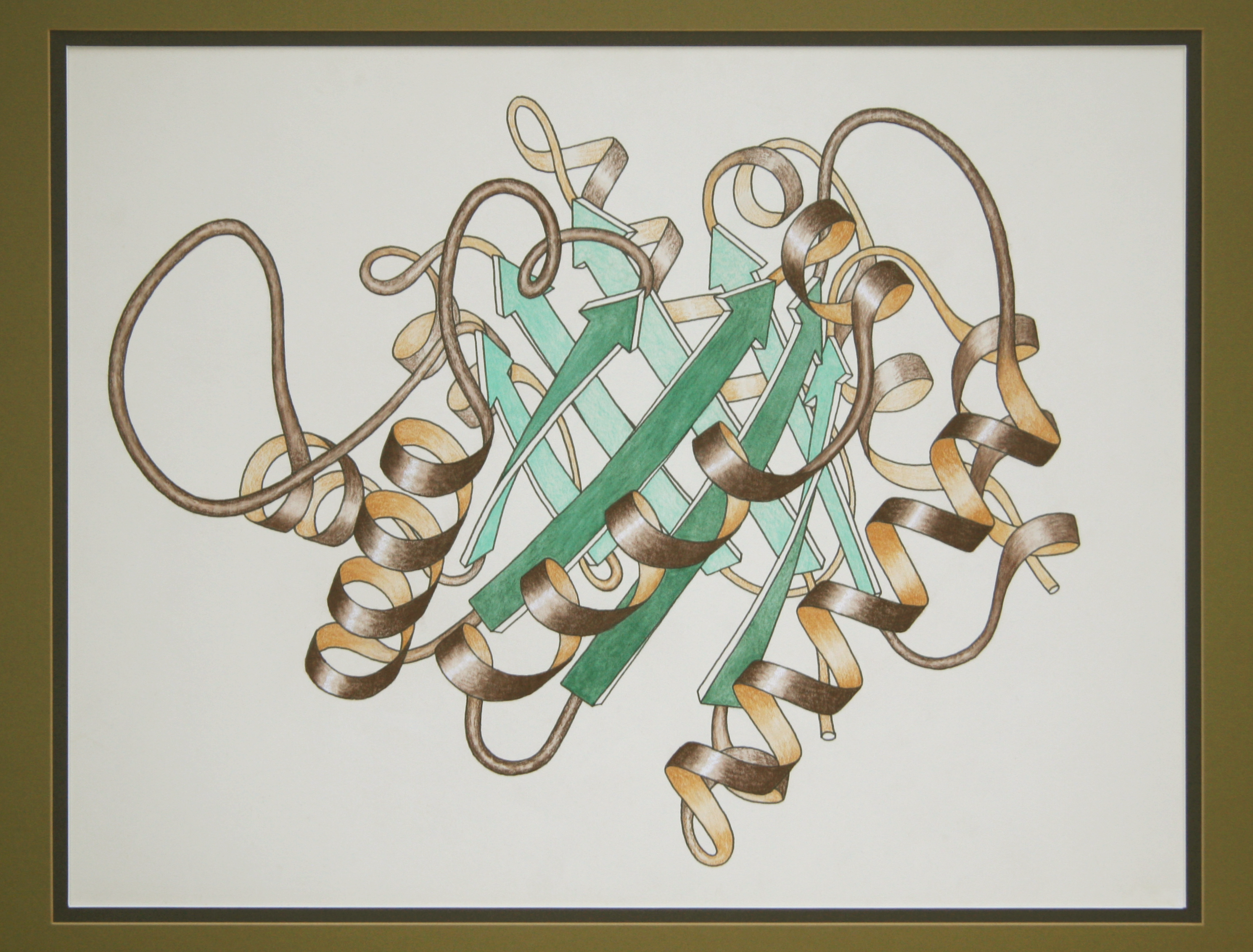
Bändermodell des Triosephosphatisomerasemonomers, handgezeichnet von Jane Richardson

Jane Shelby Richardson (* 25. Januar 1941 in Teaneck, New Jersey) ist eine US-amerikanische Biochemikerin und Professorin an der Duke University. Sie wurde unter anderem bekannt durch die Entwicklung von Bändermodellen zur Darstellung der Proteinstruktur.

## Ausbildung und Karriere
Als Schülerin der Teaneck High School gewann sie mit der Bestimmung der Umlaufbahn des Sputnik durch eigene Beobachtung im Jahr 1958 den dritten Platz des Westinghouse Science Talent Search. Ihr Studium am Swarthmore Colleg und an der Harvard University schloss sie im Jahr 1966 mit dem Master ab.
Sie folgte ihrem Ehemann David C. Richardson, der zu diesem Zeitpunkt am MIT promovierte,  als Assistentin für Röntgenstrukturanalysen. Der Schwerpunkt ihrer Forschung lag auf der Bestimmung der Struktur von Proteinen.
Das Ehepaar wechselte später an die Duke University, wo sie verschiedene akademische Positionen innehatte. Zu Beginn der 1980er Jahre begann sie mit der Zeichnung von Bändermodellen als Interpretationsmethode für die Struktur von Proteinen. Im Jahr 1985 wurde sie mit dem MacArthur Fellowship ausgezeichnet. Später wurde sie zum Mitglied der National Academy of Sciences, der American Academy of Arts and Sciences und des Institute of Medicine gewählt. Im Jahr 2012 wurde sie zum Fellow der American Crystallographic Association  und für ein Jahr zur Präsidentin der Biophysical Society gewählt. Für 2019 wurde ihr der Alexander Hollaender Award in Biophysics zugesprochen.

## Publikationen
- The "de novo" design of protein structures, Amsterdam : North-Holland Publishing Co, 1989,
- The Kinemage Supplement to introduction ot protein structure, New York : Garland, 1999
- als Co-Autorin: Molecular structures in biology, Oxford University Press
- als Co-Autorin: Exploring molecular structure, Carrboro : Neil Patterson Publishing, 1994